# Surfer Girl (dal)
A Surfer Girl a Beach Boys slágere, Brian Wilson szerzeménye. 1963. július 22-én jelent meg kislemezen a Capitol Records kiadásában, szeptemberben pedig a Surfer Girl nagylemezen. A B-oldalon a „Little Deuce Coupe” című szám szerepelt.

## Dalszerzés
Ez a dal volt Brian első balladája, és első szerzeményeinek egyike. A dal a kocsijában jutott eszébe, majd hazament és otthon dolgozta ki a harmóniákat, és a hangszerelést. Brian elismerte, hogy a dalt a "When You Wish Upon A Star" című Disney klasszikus inspirálta.

## Felvételek
1962. február 8-án, a World Pacific stúdióban a zenekar egyik első felvételi ülésén vették fel a dal egy korábbi, kezdetleges változatát.
1963. június 12-én a Western Recorders stúdióban vették fel a dal nagylemezes változatát, egy időben a Little Deuce Coupe-el. Ez volt az első Beach Boys felvételi ülés, ahol a producer immáron hivatalosan is Brian volt. A instrumentális alapon a Beach Boys tagjai játszottak: David Marks és Car Wilson gitár, Brian Wilson basszusgitár, és Dennis Wilson dobok. A szólóvokált BRian énekelte, a háttérvokálok pedig megoszlottam, Mike, Carl és Dennis Wilson között.

## Helyezések
A Surfer Girl 1963. július 22-én jelent meg, B-oldalán a Little Deuce Coupe számmal. A dal hatalmas siker volt szerte az USA-ban: 1. helyezett lett a rádiós lejátszási listákon Los Angelesben (4 hétig), San Franciscóban (6 hétig), Philadelphia, Boston valamint Dallasban, ezenkívül Top 3-as lett a következő régiókban: Washington DC, Toronto, Montreal, Sacramento, Minneapolis, Columbus, Pittsburgh.
1969-ben a World Pacific stúdióban felvett változatot adták ki kislemezen az Era Records gondozásában, valamint 2003 májusában egy EP-n a "Surfin' U.S.A.","Don't Worry Baby"-vel, valamint a "The Beach Boys Medley"-vel. Egyik kiadás sem került a listákra.
| Helyezések(1966)        | Legmagasabb Pozíció |
| ----------------------- | ------------------- |
| Ausztrál Kislemez Lista | 8                   |
| Cash Box                | 5                   |
| CKEY Charts             | 2                   |
| U.S. Billboard R & B    | 18                  |
| U.S. Billboard Hot 100  | 7                   |